# Krzanowice (Opolské vojvodství)
Krzanowice (německy Kranowitz) je vesnice v Polsku, v Opolském vojvodství. Od 1. ledna 2017 je administrativní součástí města Opolí (polsky Opole). Zástavba vesnice je od centra města vzdálena 6 kilometrů, další významnější sídlo Dobrzeń Wielki je pak vzdáleno asi 8 kilometrů.
Před rokem 1945 byla obec součástí Německa, v období hitlerovského režimu v letech 1934 – 1945 nesla jméno Erlengrund.

## Doprava
Obec je dopravně obsluhována linkou č. 21 městské hromadné dopravy v Opolí.